# アルチザーテ
アルチザーテ（イタリア語: Arcisate）は、イタリア共和国ロンバルディア州ヴァレーゼ県にある、人口約9,900人の基礎自治体（コムーネ）。

## 地理

### 位置・広がり

#### 隣接コムーネ
隣接するコムーネは以下の通り。
- ビズスキオ
- カンテッロ
- クアッソ・アル・モンテ
- インドゥーノ・オローナ
- ヴァルガンナ
- ヴァレーゼ
- ヴィッジュ

### 地震分類
イタリアの地震リスク階級 (it) では、4 に分類される
。